# Lord Ruthven
Lord Ruthven è un personaggio immaginario, figura principale del celebre racconto Il vampiro (The Vampyre) di John William Polidori, che l'autore ideò sul modello dell'eroe byroniano. Il personaggio è ripreso nell'opera Der Vampyre di Heinrich Marschner su libretto di Wilhelm August Wohlbrück e nel dramma di James Planché Il vampiro.
Il personaggio rappresenta il capostipite dei vampiri letterari moderni e il suo stesso nome, prima della comparsa di Dracula di Bram Stoker, era sinonimo di vampiro. Un esempio di questo fenomeno lo si può trovare nel romanzo Il conte di Montecristo di Dumas, in cui il conte veniva paragonato a lord Ruthven a causa del suo aspetto pallido e del suo sguardo penetrante.
La figura di Ruthven si stacca nettamente dal tipico cadavere vivente del folklore, per trasformarsi non solo in un completo essere umano (che appare come vivo e dotato di volontà, sentimenti e intelletto), ma addirittura in un aristocratico (cosa impensabile nella precedente tradizione vampiresca).

## The Vampyredi Polidori
Il racconto di Polidori presenta Ruthven come un fascinoso gentiluomo inglese, membro stimato e gradito ospite dei salotti inglesi, dalla gelida cortesia e con “occhi grigi e freddi come la morte, che parevano posarsi sui volti senza penetrarli, giungendo invece, direttamente ai più profondi recessi del cuore”. Ruthven affascina fin dal principio il giovane Aubrey, con il quale, poco tempo dopo, decide di fare un Grand Tour in Italia e Grecia. Durante il viaggio Aubrey è diviso tra la stima e l'ammirazione per il compagno e una certa avversione per l'assoluta insensibilità e amoralità dimostrata in diverse occasioni. Inoltre su Ruthven sembra gravare una sorta di maledizione, che lo porta a distruggere gli altri senza ricavare vantaggi per sé (nelle frequenti partite d'azzardo si compiace di rovinare gli avversari, finendo però regolarmente per perdere lui stesso tutte le vincite accumulate, mentre ogni persona che in qualche modo egli aiuta finisce regolarmente in disgrazia o addirittura sulla forca).
Il male che sembra aleggiare su Ruthven spinge Aubrey a continuare il viaggio da solo. In Grecia, l'amore sul punto di nascere con la giovane Iante è troncata dalla morte della ragazza per mano, secondo quanto affermato dai locali, di un vampiro.
Aubrey, sconvolto, precipita in una lunga malattia, durante la quale riceve l'inaspettato conforto di Ruthven, appena giunto sul posto.
Dopo la convalescenza, i due uomini continuano insieme il viaggio finché un attacco da parte dei briganti costa la vita di Lord Ruthven, il quale prima di morire impegna Aubrey in un giuramento. non rivelare a nessuno, per un anno esatto, la sua morte, né le circostanze di essa.
Tornato in Inghilterra, è sconvolto e terrorizzato quando la sorella annuncia l'intenzione di sposarsi proprio con Lord Ruthven, il quale ricorda al giovane il giuramento fatto . Mentre il matrimonio si avvicina, Aubrey precipita nell'angoscia e infine in una follia che lo porta alla morte. Solo negli ultimi istanti di vita rivela la verità, ma ormai è tardi. Ruthven è scomparso e la sorella giace morta, uccisa dal vampiro.

## Der Vampyrdi Heinrich Marschner e Wilhelm August Wohlbrück
Durante un sabba infernale, il Signore dei Vampiri ricorda a lord Ruthven di sacrificargli, pena la dannazione, tre vittime, entro 24 ore. Quella notte stessa seduce e uccide la giovane Janthe, figlia di Sir Berkley. Il padre, con un gruppo di cappiatori, riesce a ferire il vampiro, ma questi risorge grazie alla luce della luna sotto gli occhi dell'amico Edgar Aubrey, al quale Ruthven impone di non dire a nessuno ciò che ha visto.
Il giorno dopo Edgar si presenta al castello dei Davenaut, per incontrare Malwina, di lui innamorata, sperando di ottenerne la mano, ma il padre, sir Davenaut, l'ha già promessa in matrimonio, da celebrarsi il giorno stesso con il conte Marsden, che altri non è che Ruthven. Mentre Edagar è diviso tra l'amore per Malwina e il giuramento fatto, Ruthven si preoccupa di trovare la terza vittima, mettendo gli occhi sulla giovane Emmy, in procinto di celebrare le nozze con Dibdin, servo di casa Davenaut. Il tentativo di seduzione è interrotto dall'arrivo di Edagar, che minaccia di rivelare pubblicamente il segreto del vampiro. Ruthven lo avverte che è stato per colpa di un giuramento rotto che lui si è trasformato in vampiro.
Al paese, Dibdin racconta, sconvolto, di aver visto Ruthven sedurre e uccidere l'amata e di avere inutilmente cercato di ucciderlo. Intanto Davenaut, commosso dall'amore tra i due giovani, che inizia ad avere dubbi circa le nozze, ma appare Lord Ruthven, che e intima un'immediata cerimonia. Edgar trova finalmente il coraggio di svelare la vera identità dell'uomo. Alla pronuncia della parola "vampiro", le potenze infernali si scatenano e incenerendo Ruthven all'istante, mentre, tra lo sgomento generale, Davenaut si affretta a stringere il matrimonio tra la figlia e Edgar.

## The Vampiredi James Robinson Planché
Nella Grotta di Fingal, sull'isola di Staffa, Lady Margaret dorme mentre gli spiriti tentano di metterla in guardia dal vampiro che vuole ucciderla: la creatura della notte appare nella grotta per uccidere la giovane, ma gli spiriti riescono ad allontanarlo. Intanto, nel castello di Lord Ronald i suoi servi parlano delle voci secondo cui in zona si aggirerebbe un mostro che sposa delle fanciulle per poi bere il loro sangue, di cui si deve nutrire per rimanere in vita. Gli uomini cominciano a parlare dell'imminente arrivo del conte di Marsend, che dovrebbe venire in visita la mattina successiva per sposare Lady Margaret, mentre il borghese Robert dovrebbe convolare a nozze con l'aristrocratica Effie lo stesso giorno. Margaret racconta alla serva Bridget della sua avventura nella grotta e dice di aver visto un uomo molto attraente che tentava di avvicinarla, ma più le veniva vicino più lei si rendeva conto che le fattezze dell'uomo fossero in realtà mostruose. Il padre, Lord Ronald, la informa che sposerà il conte di Marsden, il fratello di Lord Ruthven, un amico di vecchia data di Ronald, che era morto per salvargli la vita. Quando il conte arriva si scopre in realtà che l'aristocratico è lo stesso Ruthven e Margaret riconosce in lui l'uomo che l'aveva terrorizzata nella grotta e sviene.
Quando la giovane rinviene, Ruthven usa i suoi poteri per stregarla e i due confermano di voler procedere con il matrimonio. Il vampiro si rammarica di dover uccidere Margaret, ma la sua morte e, soprattutto, il suo sangue sono necessari per la sua sopravvivenza. Ma i piani di Ruthven cambiano quando sente parlare di Effie, che il vampiro decide a sua volta di stregare e uccidere: ma Effie resiste ai poteri di Ruthven, e quando il vampiro tenta di rapirla con la forza Robert lo vede e gli spara. Lord Ronald ha assistito alla scena e va dalla figlia per portarle la notizia. Quando arriva in camera della figlia scopre con sua grande sorpresa che Ruthven è già lì con lei: Robert prova a spiegare che l'amico è in realtà morto, ma il vampiro lo fa portare via dai servi sostenendo che Robert evidentemente non si sente molto bene. I due fidanzati decidono di sposarsi il più presto possibile, nonostante la malattia del padre della sposa. Mentre i due avanzano verso l'altare, Lord Ronald, Robert e altri uomini che hanno capito che Ruthven è un vampiro irrompono in chiesa per smascherare il mostro. Robert combatte con Ruthven finché il sole sorge ed i suoi raggi, entrando dal rosone della chiesa, uccidono il vampiro.